# Olympische Sommerspiele 1984/Teilnehmer (Lesotho)
| Gelbes Symbol für Goldmedaillen mit stilisierten Olympischen Ringen | Graues Symbol für Silbermedaillen mit stilisierten Olympischen Ringen | Braundes Symbol für Bronzemedaillen mit stilisierten Olympischen Ringen |
| ------------------------------------------------------------------- | --------------------------------------------------------------------- | ----------------------------------------------------------------------- |
| —                                                                   | —                                                                     | —                                                                       |

Lesotho nahm an den Olympischen Sommerspielen 1984 in Los Angeles, USA, mit einer Delegation von vier Sportlern (allesamt Männer) teil.

## Teilnehmer nach Sportarten

### Boxen
- Lefa Tsapi
Weltergewicht: 17. Platz

- Tsiu Monne
Mittelgewicht: 9. Platz

### Leichtathletik
- Frans Ntaole
10.000 Meter: Vorläufe
Marathon: 40. Platz

- Vincent Rakabaele
Marathon: 61. Platz